# 鞍手軌道
鞍手軌道（くらてきどう）は、かつて福岡県直方市の鉄道省筑豊本線直方駅から同県鞍手郡若宮村福丸の福丸駅を結んだ蒸気軌道およびその運営会社である。乗合自動車業も兼営した。軌道は自動車の発達により廃止された。

## 路線データ
- 路線距離：福丸 - 直方 13.76km
- 軌間：914mm = 3ft
- 複線区間：なし（全線単線）
- 電化区間：なし（全線非電化）
- 動力：蒸気→内燃（1929年）

## 歴史
鞍手軌道は直方駅と鞍手郡内要地を連絡することを目的とし、青柳郁次郎ほか55人の有志の発起により設立された。1914年福丸側から開通し、翌年直方駅まで全通した。当初は蒸気機関車が客車を牽引していたが後にガソリンカーにかわった。1927年に青柳に代わり若宮村の石井徳久次が社長に就任する。
この間に自動車の発達が著しくなる。1921年に福丸自動車株式会社が設立され、6人乗りバス3台とタクシー3台の規模で福丸 - 直方間に運転を開始しその後バスの台数や路線も拡張していった。そのため鞍手軌道も1923年に自動車部を設け福丸 - 直方間に運転を開始し、台数を増やして6人乗りバス9台として直方 - 博多間、直方 - 飯塚間の路線も開通させた。やがて路線の競合した両社は1928年に鞍手軌道自動車部と福丸自動車から社名変更していた東筑自動車商会が合併し鞍手合同自動車株式会社となっていった。そして軌道は1938年に廃止された。なお鞍手合同自動車は西日本鉄道による福岡県のバス事業者統合に関係して、1944年に路線を廃止することになった。

### 年表
- 1911年（明治44年）9月11日 - 特許[4]。
- 1912年（明治45年）3月19日 - 鞍手軌道株式会社設立[4]。本社は鞍手郡若宮村大字福丸。
- 1914年（大正3年）3月10日 - 鞍手郡若宮村（福丸） - 同郡香井田村開業[4]。
- 1915年（大正4年）
  - 6月12日 - 鞍手郡香井田村大字龍徳 - 同郡新入村開業[4]。
  - 10月28日 - 鞍手郡新入村 - 同郡直方町開業[4]。
- 1916年（大正5年）9月13日 - 鞍手郡若宮村 - 同郡吉川村の軌道敷設特許状が下付[5]（1919年（大正8年）3月失効）。
- 1930年（昭和5年）4月14日 - 瓦斯倫動力併用認可[4]
- 1938年（昭和13年）7月24日 - 全線廃止[6]。
- 1943年（昭和18年）3月5日 - 会社解散決議[7]

開業区間の表示は地名なので駅名は不明。

## 運行状況
1日17回程度。全線60分であった。

## 駅一覧
直方 - 明神 - 知古 - 天神橋 - 新入 - 上新入（臨時） - 鴨生田 - 龍徳 - 本城 - 田渕（臨時） - 宮田 - 羅漢 - 長井鶴 - 碇山 - 芹田 - 金丸 - 福丸
筑豊本線直方駅前から同線の新入駅方面に並走し、犬鳴川にぶつかったところでヘアピンカーブを描いて筑豊本線と交差し、川上沿いに香井田村、若宮村福丸へと向かう。一部鉄道省桐野線（後の宮田線）と並走している。福丸駅跡はJR九州バス福丸バスセンターになっている。

## 接続路線
直方駅：鉄道省筑豊本線

## 輸送・収支実績
| 年度 | 乗客（人） | 貨物量（トン） | 営業収入（円） | 営業費（円） | 益金（円） | その他益金（円） | その他損金（円）        | 支払利子（円） |
| ---- | ---------- | -------------- | -------------- | ------------ | ---------- | ---------------- | ----------------------- | -------------- |
| 1914 | 84,500     |                | 8,039          | 6,999        | 1,040      |                  |                         |                |
| 1915 | 148,024    | 913            | 16,087         | 11,897       | 4,190      | 利子727          |                         | 2,466          |
| 1916 | 310,832    | 11,372         | 31,759         | 20,130       | 11,629     |                  |                         | 9,389          |
| 1917 | 440,864    | 15,350         | 41,875         | 33,172       | 8,703      |                  |                         | 5,727          |
| 1918 | 520,967    | 12,468         | 59,664         | 39,467       | 20,197     |                  |                         | 6,588          |
| 1919 | 513,180    | 12,900         | 67,677         | 57,187       | 10,490     | 利子3,123        |                         |                |
| 1920 | 541,558    | 10,426         | 104,641        | 83,836       | 20,805     |                  |                         |                |
| 1921 | 464,354    | 9,408          | 94,102         | 55,728       | 38,374     |                  |                         |                |
| 1922 | 436,179    | 7,490          | 79,230         | 51,342       | 27,888     |                  |                         |                |
| 1923 | 459,830    | 7,225          | 78,571         | 54,982       | 23,589     | 9,750            | 他事業5,818償却金2,500  | 830            |
| 1924 | 438,423    | 6,942          | 72,011         | 49,240       | 22,771     | 25,231           | 他事業19,952償却金4,000 |                |
| 1925 | 373,409    | 6,088          | 62,026         | 45,757       | 16,269     | 30,997           | 他事業23,628償却金4,500 |                |
| 1926 | 374,377    | 1,560          | 57,257         | 47,918       | 9,339      | 10,248           |                         |                |
| 1927 | 302,434    | 1,572          | 51,608         | 46,820       | 4,788      | 20,467           | 償却金7,420             |                |
| 1928 | 303,112    | 2,874          | 45,025         | 45,080       | ▲ 55       | 自動車6,511      | 自動車及雑損19,138      |                |
| 1929 | 374,293    | 3,231          | 47,087         | 37,503       | 9,584      |                  | 自動車及償却金11,339    |                |
| 1930 | 391,778    | 1,935          | 56,961         | 34,297       | 22,664     |                  | 償却金7,000             | 1,728          |
| 1931 | 386,064    | 1,634          | 47,115         | 34,451       | 12,664     |                  | 償却金5,000             | 3,738          |
| 1932 | 326,301    | 1,609          | 39,953         | 27,849       | 12,104     | 自動車9,008      | 償却金11,000            | 5,411          |
| 1933 | 297,659    | 1,979          | 36,819         | 27,751       | 9,068      | 自動車4,208      | 償却金4,500             | 5,288          |
| 1934 | 291,988    | 1,830          | 37,017         | 28,479       | 8,538      | 自動車12,928     | 償却金7,500             | 4,911          |
| 1935 | 251,700    | 1,561          | 29,465         | 26,560       | 2,905      | 自動車29,084     | 償却金11,100            | 3,804          |
| 1936 | 231,061    | 1,410          | 29,675         | 28,686       | 989        | 自動車31,664     | 償却金14,100            | 3,491          |
| 1937 | 202,503    | 1,249          | 22,790         | 25,759       | ▲ 2,969    | 自動車37,873     | 償却金15,500            | 2,427          |

- 鉄道院年報、鉄道院鉄道統計資料、鉄道省鉄道統計資料、鉄道統計資料、鉄道統計各年度版

## 車両
開業時の1914（大正3）年度は蒸気機関車5両、客車4両（定員合計200人）、貨車3両。1926（昭和元）年度は蒸気機関車7両、客車8両（定員合計420人）、貨車7両。その後ガソリンカーを導入し蒸気機関車を廃止して1937（昭和12）年度にはガソリンカー5両（定員190人）、貨車1両。他に無認可のガソリンカーや蒸気動車の存在が確認されている。

### 蒸気機関車
- 1 - 5号：1913年独オーレンシュタイン・ウント・コッペル製、車軸配置0-4-0(B)形
- 6・7号：雨宮製作所製、8トン

### 内燃動車
- キジ11 - 13：1928年日本車輌製3両。片ボギー車[9]
- クラ17・18：1930年加藤車両製2両[10]